# Oscar García
Oscar Manuel García Pérez  (* 23. prosince 1966 Camagüey, Kuba) je bývalý kubánský sportovní šermíř, který se specializoval na šerm fleretem. Kubu reprezentoval v osmdesátých a devadesátých letech. Na olympijských hrách startoval v roce 1992, 1996 a 2000 v soutěži jednotlivců a družstev. Politický režim na Kubě mu neumožnil startovat na olympijských hrách 1988. V roce 1994 obsadil třetí místo na mistrovství světa v soutěži jednotlivců. S kubánským družstvem fleretistů vybojoval na olympijských hrách 1992 stříbrnou a na olympijských hrách 1996 bronzovou olympijskou medaili. V roce 1991 a 1995 vybojoval s družstvem fleretistů titul mistrů světa.